# Cipawitra
Cipawitra is een bestuurslaag in het regentschap Kota Tasikmalaya van de provincie West-Java, Indonesië. Cipawitra telt 6584 inwoners (volkstelling 2010).